# C7H8Cl2Si
化学式C7H8Cl2Si（摩尔质量191.13 g/mol）可能指：
- 苯基甲基二氯硅烷，CAS号：149-74-6
- 4-甲苯基二氯硅烷，CAS号：13272-80-5
- 苄基二氯硅烷，CAS号：18173-99-4
- 苯基氯甲基氯硅烷，CAS号：321667-71-4
- (4-氯苯基)甲基氯硅烷，CAS号：49660-51-7

|  | 这个同类索引页列出了具有相同分子式的化学物（即同分異構體）条目。 除非您是有意链接至本页，否则应将相应条目的内部链接指向正确的条目。 |